# Avenida de los Mártires
La Avenida de los Mártires es una importante calle de la Ciudad de Camagüey, Cuba. Tiene dos vías a ambos lados de un cinturón verde que también sirve de asiento a una fila de altos postes de iluminación pública, discretos y elegantes. Es casi rectilínea, lo que la hace muy sobria y agradable de contemplar y está ladeada casi en su totalidad de casas, edificios, escuelas, oficinas estatales y centros comerciales tras los típicos portales cubanos. Todo el conjunto es equilibrado.
La avenida tiene un kilómetro de largo y hoy está completamente asfaltada.

## Ubicación y orientación
Está ubicada en el norte de la ciudad, entre los barrios de La Vigía y Florat, orientada norte-sur, desde el extremo norte de la Calle República (llamada de la Reina cuando Cuba era provincia española), hasta la Plaza Joaquín de Agüero, anteriormente conocida como Sabana o Plaza de Méndez.

## Historia
Hasta finales del siglo XIX, esta avenida era un camino rural que conectaba el extremo norte de la ciudad con poblados y fincas rurales en las cercanías. Se extendía desde el frente del edificio que hoy alberga al Museo Provincial "Ignacio Agramonte y Loynaz"  (Cuartel de Caballería de la Ciudad de Puerto Príncipe hasta 1898 y luego "Hotel Camaguey" hasta 1946) hasta lo que fue "La Sabana de Méndez", hoy oficialmente "Plaza Joaquín de Agüero" y conocida popularmente como "Plaza de Méndez".
El camino era importante por cuanto era la salida norte de la ciudad. Por él transitaban regulares servicios de coches (a caballos), desde la ciudad hasta la Sabana de Méndez, la Villa Mariana, Cabeza de Vaca (poblados satélites de la ciudad) y varias fincas y quintas rurales.  
Al terminar la etapa española, según testimonios, en la esquina de la actual calle Julio Sanguily y la propia avenida, había una pequeña estación de coches a caballos hacia Nuevitas, principal ciudad en el norte de la provincia y puerto natural de la misma. 
El área fue urbanizada entre 1920 y 1950 y se construyeron nuevos barrios: La Vigía, Florat, Beneficencia y otros. La ruta norte del tranvía estaba en la avenida hasta 1952, cuando cesó el servicio, reemplazado por autobuses (conocidos popularmente como  "guaguas" u "ómnibus"). Con el desarrollo de la ciudad durante la primera mitad del siglo XX se consolidó la importancia de la Avenida de los Mártires hasta hoy.
- Datos: Q5714269